# دونالد بيرويك
دونالد بيرويك هو سياسي أمريكي، ولد في 9 سبتمبر 1946. نشط حزبياً في الحزب الديمقراطي.